# Drużynowe Mistrzostwa Europy Juniorów na Żużlu 2012
Drużynowe Mistrzostwa Europy Juniorów na Żużlu 2012 – zawody żużlowe, mające na celu wyłonienie medalistów drużynowych mistrzostw Europy juniorów w sezonie 2012, z udziałem zawodników do 19. roku życia. W zawodach zwyciężyli reprezentanci Polski.

## Finał
- Landshut, 8 września 2012

| Msc |                                                                                        | Drużyna / Zawodnik                                          | Biegi        | Punkty |
| --- | -------------------------------------------------------------------------------------- | ----------------------------------------------------------- | ------------ | ------ |
| 1   |                                                                                        | Polska                                                      | Polska       | 48     |
| 1   | Kacper Gomólski Tobiasz Musielak Piotr Pawlicki Łukasz Sówka Przemysław Pawlicki       | (2,2,3,–,–) (3,3,2,0,2) (3,3,2,3,3) (1,–,3,–,–) (2,3,3,2,3) | 7 10 14 4 13 |        |
| 2   |                                                                                        | Dania                                                       | Dania        | 41     |
| 2   | Nikolaj Busk Jakobsen Mikkel Bech Jensen Mikkel Michelsen Nicklas Porsing Emil Grondal | (1,2,1,2,1) (3,3,3,3,2) (3,3,3,2,3) (2,2,2,w,0)             | 7 14 6 –     |        |
| 3   |                                                                                        | Ukraina                                                     | Ukraina      | 19     |
| 3   | Andrij Kobrin Kiriłł Cukanow Stanisław Melnyczuk Wołodymir Tejgeł Aleksandr Łoktajew   | (2,d,1,1,1) (1,d,–,–,–) (2,w,1,1,1) (1,w,0,0,–) (2,t,2,3)   | 5 1 5 1 7    |        |
| 4   |                                                                                        | Niemcy                                                      | Niemcy       | 11     |
| 4   | Kai Huckenbeck Marcel Helfer Danny Maassen Michel Hofmann Andre Mochner                | (0,1,1,0,0) (0,1,0,–,2) (0,1,0,2,0) (–,–,0,0,–) (0,1,1,1)   | 2 3 0 3      |        |

Bieg po biegu:
1. Jensen, Gomólski, Tejgeł, Mochner
2. Musielak, Melnyczuk, Jakobsen, Maassen
3. Michelsen, Kobrin, Sówka, Helfer
4. Pi.Pawlicki, Porsing, Cukanow, Huckenbeck
5. Musielak, Porsing, Mochner, Kobrin (d)
6. Michelsen, Gomólski, Maassen, Cukanow (d)
7. Pi.Pawlicki, Jakobsen, Helfer, Tejgeł (w)
8. Jensen, Prz.Pawlicki, Huckenbeck, Melnyczuk (w)
9. Sówka, Łoktajew, Jakobsen, Hofmann
10. Jensen, Pi.Pawlicki, Kobrin, Maassen
11. Gomólski, Porsing, Melnyczuk, Helfer
12. Michelsen, Musielak, Huckenbeck, Tejgeł
13. Prz.Pawlicki, Maassen, Porsing (w), Łoktajew (t)
14. Pi.Pawlicki, Michelsen, Melnyczuk, Hofmann
15. Jensen, Łoktajew, Mochner, Musielak
16. Prz.Pawlicki, Jakobsen, Kobrin, Huckenbeck
17. Łoktajew, Prz.Pawlicki, Mochner, Porsing
18. Prz.Pawlicki, Helfer, Jakobsen, Tejgeł
19. Michelsen, Musielak, Melnyczuk, Huckenbeck
20. Pi.Pawlicki, Jensen, Kobrin, Maassen